# Евбаза
Евбаза (Яубазы, баш. Яубаҙы; в верховье Большая Евбаза;) — река в России, протекает по Дюртюлинскому и Бирскому районам Республики Башкортостан. Левый приток реки Белая. Длина реки составляет 56 км, площадь водосборного бассейна 464 км².

## География
Река Большая Евбаза берёт начало у села Урман-Асты в урочище Чатра. Течёт на север по открытой местности. У села Москово принимает правый приток, реку Малая Евбаза. У села Староянтузово принимает воды крупнейшего левого притока, одноимённой реки Евбаза. Устье реки расположено в 178 км по левому берегу Белая. Высота устья — 65 м над уровнем моря.

## Данные водного реестра
По данным государственного водного реестра России относится к Камскому бассейновому округу, водохозяйственный участок реки — Белая от города Бирск и до устья, речной подбассейн реки — Белая. Речной бассейн реки — Кама.